# Mare de Hansé
 (mars 2012).
La mare de Hansez (ou Hansez, en wallon Hãncé) est une mare belge, située à Hansez sur le territoire de la commune d'Olne en Région wallonne dans la province de Liège. Elle fait partie du réseau de mares à Hansez et à Gelivaux, identifié comme site de grand intérêt biologique sous le nom de « Hansez-En Gelivaux ».
Site classé par arrêté royal du 4 octobre 1974, cette mare, la dernière grande mare de la région, héberge une cinquantaine d'espèces animales et végétales qui ne vivent que dans cet habitat.

## Histoire
Cette mare devait être un des abreuvoirs de la Voie des Ardennes, très ancienne liaison entre la Principauté de Liège et la Principauté de Stavelot-Malmedy. Proche de celle de Riessonsart et de celle des Trois chènes.[réf. nécessaire]

## Biotope
Très schématiquement, on peut distinguer les groupements végétaux riverains des associations flottantes des eaux stagnantes à faible courant. Quand le site fut classé, la mare n'était bordée que de quelques saules et aulnes. À côté de prêles et de laîches, on trouve le roseau à balais, le jonc fleuri, quelques exemplaires parsemés de joncs odorants qui doit son nom au parfum particulier de ses rhizomes, le roseau quenouille, le plantain d'eau ou flûteau.
L'association flottante est moins bien définie que les groupements de bordures et ses composantes évoluent avec des fortunes diverses. Les quelques nénuphars partagent la surface de l'eau avec des Potamots.
Aux deux grands habitats végétaux, correspondent des groupes d'insectes très différents et souvent remarquables sinon par leurs formes et leurs couleurs, par leur mode de vie. Diverses espèces de libellules et de coléoptères aquatiques, dityques, agales, copélates, font une navette incessante entre les profondeurs et la surface agitée de l'onde tandis que les hydrophiles préfèrent les endroits plus stagnants.
Selon les saisons, la mare présente un paysage mouvant. L'abaissement trop rapide du niveau de l'eau au cours de certains étés permet l'implantation incongrue dans la mare de diverses graminées de vergers qui pourraient contribuer à sa détérioration. Par contre, les fréquentes pluies printanières permettent aux lentilles d'eau de proliférer. Lorsque les fluctuations de niveau sont trop importantes, la mare, milieu vivant par excellence, doit compter sur ses propres ressources pour se régénérer.

### Faune

#### Batraciens
- Triturus marmoratus
- Triturus alpestris
- Triturus vulgaris
- Triturus cristatus

#### Coléoptères, diptères et odonates
- Omophrom limbatus
- Dytiscus marginalis
- Dytiscus circonflexus
- Dytiscus circumcinctu
- Lacophilus hyalinus
- Agabus didymu
- Agabus femoralis
- Platambus maculatu
- Copelatus ruficollis
- Graphoderes cinereus
- Acilius canaliculatus
- Hydrophilus piceus
- Silis ruficolis
- Synodendron cylindricum
- Sondylis bupestoïdes
- Poecylium almi
- Tillus elongatus
- Anthaxia manca
- Agrilus biguttatus
- Phosphaenus hemipterus
- Oncodes gibbosus
- Beris clavipes
- Coenomgia ferruginea
- Tabanus gigas
- Ephippiomyia ephippium
- Laphria gilva
- Laphria marginata
- Doros conopseu
- Libellula depressa

### Flore
- Acorus calamus
- Potamogeton div. sp.[Lesquelles ?]
- Ranunculus lingua
- Scirpus div. sp.[Lesquels ?]
- Carex div. sp.[Lesquelles ?]
- Equisetum div. sp.[Lesquels ?]
- Ranunculus tripartitus
- Ranunculus flamula
- Nuphar lutea
- Nymphea alba
- Spirodela polyrrhyza
- Lemna minor
- Lemna gibba
- Typha latifolia
- Typha augustifolia
- Juncus glaucus
- Juncus bulbosus
- Hydrocharis morsus ranae
- Ceratophyllum demersum
- Vallisneria spiralis
- Elodea canadensis
- Sagittaria sagitaelifolia
- Butomus umbellatus
- Salix viminalis
- Salix babilonica
- Salix alba
- Alnus glutinosa
- Alnus incana
- Damasonium alisma
- Alisma plantago
- Alisma aquatica